# Santiago (Södra Ilocos)
Santiago (Bayan ng Santiago) är en kommun i Filippinerna. Kommunen ligger på ön Luzon, och tillhör provinsen Södra Ilocos. Folkmängden uppgår till 15 876 invånare.

## Barangayer
Santiago är indelat i 24 barangayer.
| - Al-aludig - Ambucao - San Jose (Baraoas) - Baybayabas - Bigbiga - Bulbulala - Busel-busel - Butol - Caburao - Dan-ar - Gabao - Guinabang | - Imus - Lang-ayan - Mambug - Nalasin - Olo-olo Norte - Olo-olo Sur - Poblacion Norte - Poblacion Sur - Sabangan - Salincub - San Roque - Ubbog |